# Joseph Lavergne (chansonnier)
Pour les articles homonymes, voir Joseph Lavergne et Lavergne.
Joseph Denis Lavergne, né à Paris (ancien 8e arrondissement) le 22 janvier 1820 et mort à Malakoff le 31 mars 1889 est un comédien, poète, chansonnier et goguettier français.
Après avoir connu une notoriété certaine, en particulier comme chansonnier, il est à présent oublié du grand public.

## Biographie
Louis-Henry Lecomte écrit en octobre 1880 : 
« Joseph Lavergne est un parisien, pur-sang. Il est né le 22 janvier 1820, en plein faubourg Saint-Antoine. Il fréquenta d'abord l'école communale, ses parents, peu fortunés, l'en retirèrent bientôt pour lui faire apprendre un métier. Il avait alors onze ans et savait à peine lire et écrire, niais il prit son parti avec philosophie et s'écria en franchissant la porte de l'atelier: « Bah ! je trouverai toujours l'occasion de m'éduquer ! »
Bien que l'enfant fût assez grêle, on lui mit en main la gouge et le ciseau du tourneur en bois. Parmi les ouvriers se trouvaient quelques vieux goguettiers, qui chantaient en chœur les refrains aimés de Panard, de Gouffé, de Dauphin et d'Émile Debraux. Nourri de leurs couplets militants ou grivois, le jeune Lavergne accomplissait en chantant les courses que comportait son rôle d'apprenti. Il restait des heures entières sur la place du Temple à écouter l'orgue de Barbarie, tourné par le célèbre Baumester, chanteur nomade — de père en fils — depuis 1812. Ce Baumester qui achetait aux auteurs, moyennant cinquante centimes par couplet, des chansons qu'il signait sans vergogne, montrait avec aplomb aux badauds qui l'entouraient une pancarte où rayonnait cette significative épigraphe :
Grâce à quelques économies faites sur ses déjeuners, l'apprenti tourneur avait conquis les bonnes grâces du ménestrel en lui achetant, la plupart des cahiers de sa collection. Muni de ces trésors, il rentrait en s'écriant avec ivresse : « Je vais apprendre à lire et à chanter pour deux sous ! »
Et cette volonté de savoir était si bien arrêtée, qu'on le surprenait souvent copiant le répertoire chantant de Baumester.
— Puisque tu les aimes tant, fais-en donc, des chansons... disaient les loustics de l'atelier. 
— Ah ! vous riez ? répondait le bonhomme, et bien, qui sait ? j'en ferai peut-être un jour, et peut-être bien aussi que vous les chanterez. 
À cette époque, les Sociétés lyriques, dites goguettes, florissaient à Paris. Lavergne se mît à les fréquenter assidûment. Stimulé par les applaudissements qui accueillaient les chansons de Charles Gille, Festeau, Voitelain, Basière, Gustave Leroy et Dalès aîné, il commença à rimer quelques couplets informes. Les premiers qui furent imprimés sous son nom, parurent dans un recueil collectif, intitulé : Les Enfants du Vaudeville, et auquel collaboraient Sailor, Rabineau, Imbert, Ponsard, Colmance, Eugène Simon, Supernant et Alexandre Guérin. On y trouve, entre autres chansons de Lavergne, l'Exemple de nos devanciers, dont nous citerons ce couplet : 
Maître Adam, ce roi des bons drilles,
Chantait, travaillait tour à tour,
Quand un jour, grâce à ses Chevilles,
On le fit mander à la Cour,
Mais, refusant tout apanage,
Au Louvre il préféra Nevers ;
À cet homme rendons hommage
Car il ne vendit pas ses vers.
Pour bien faire
Et pour savoir plaire,
Suivons tous, jeunes chansonniers,
L'exemple de nos devanciers.
Le bagage poétique de Lavergne se grossit rapidement. En 1856, il en composait un premier volume sous ce titre : La Muse Plébéienne. Il reçut, au sujet; de cette publication, nombre d'appréciations flatteuses, parmi lesquelles une lettre de Béranger. se terminant par cette phrase tout aimable :
Courage, Monsieur, chantez et pensez quelquefois à ceux qui sont trop vieux pour chanter encore.
Lavergne a publié, depuis, quatre autres, volumes de « La Muse Plébéienne. » En 1872, il rassembla sous le titre moins prétentieux de Mes Filles, ses chansons anciennes et nouvelles, qui composent un in-12 de quatre cents pages.
Les plus remarquables sont évidemment celles où Lavergne traite des sujets vulgaires ou grivois.Allons-y gaiment, Tant va la cruche à l'eau, Contentons-nous d'un à peu près, Encore un pavillon, Ousqu'est mon fusil ? Je ne suis pas exigeant, Reste garçon, Poires cuites au four, Je m'fais vieux, et quantité de ses chansons-proverbes, pétillent de verve, de bon sens et de gai té franche. On rencontre bien, dans son recueil quelques œuvres d'un ordre plus élevé, comme les Fous, l'Enterrement de Béranger, le Retour des fleurs, mais, à dire vrai, l'auteur manque de lyrisme ; il le reconnaît lui-même en se tenant d'habitude à la chanson populaire, patoisée, voire argotique...
Lavergne a, dans ce dernier genre, commis, en cent quatre couplets, une parodie des Misérables. Il en adressa jadis un exemplaire à Victor Hugo, avec cette lettre émue :
Maître,
Je prends la liberté de vous adresser un exemplaire de ma parodie sur les Misérables. Votre génie me pardonnera sans doute cette petite espièglerie, en pensant qu'il y a des petits oiseaux qui piétinent au sommet des cathédrales, sans avoir l'intention d'offenser Dieu...
Le grand poète répondit :
Je reçois, Monsieur, votre spirituel et charmant envoi.
La masure, toute sombre qu'elle est, n'a aucune colère contre le gentil gazouillement du moineau franc.
Je vous applaudis et vous remercie.
VICTOR HUGO.
On trouve, dans les œuvres de Joseph Lavergne, beaucoup de chansons intimes ou d'à-propos ; c'est que le démon du théâtre s'était emparé du coupletier, lui rendant presque impossible la fréquentation des Sociétés lyriques, où des sujets plus généraux eussent provoqué sa muse.
Après avoir fait partie de diverses troupes nomades, Lavergne était venu frapper à la porte de l'Ambigu-Comique ; il y resta vingt-cinq ans, jouant, avec autant de tact que de zèle, nombre de rôles insignifiants par eux-mêmes, mais importants au point de vue de l'ensemble. De plus, Lavergne célébrait en vers tous les centenaires de pièces à succès. Les auteurs dramatiques l'appréciaient à sa juste valeur, témoin cette dédicace écrite par Paul Meurice, sur un exemplaire du Maître d'école :
À mon confrère M. Lavergne, à qui j'ai rendu un très mauvais rôle pour ses excellents vers.
Et cette autre, d'un vrai poète dont nous évoquerons bientôt le souvenir sympathique :
À Lavergne, acteur des plus utiles pour les directeurs et les auteurs, et mon joyeux collègue en chansons,
Remerciements.
ÉDOUARD PLOUVIER.
De pareils témoignages consolent un homme de cœur de ne pas cueillir une branche fleurie à l'arbre du sucées.
Après la guerre, Lavergne s'est retiré à Malakoff-Vanves, où la nostalgie des planches lui a fait construire une petite salle, baptisée Théâtre des Intimes. Là, jouant presque toujours pour de bonnes œuvres, il se dédommage des nombreuses panes dont on le gratifia jadis en se distribuant des premiers rôles.
Disons en terminant que, depuis trois ans, Lavergne est conseiller municipal de sa commune ; il est, de plus, membre de la commission locale du travail des enfants pour le canton de Villejuif, — fonctions essentiellement gratuites.
On voit que notre chansonnier termine dignement sa carrière.